# Kappa Aquarii
Kappa Aquarii (κ Aqr) – gwiazda w gwiazdozbiorze Wodnika, znajdująca się w odległości około 214 lat świetlnych od Słońca.

## Nazwa
Tradycyjna nazwa gwiazdy, Situla, wywodzi się z łaciny i oznacza starożytne naczynie na wodę, co odnosi się do jej położenia w wyobrażonej figurze Wodnika z dzbanem. Międzynarodowa Unia Astronomiczna formalnie zatwierdziła użycie nazwy Situla dla określenia tej gwiazdy.

## Charakterystyka
Jest to olbrzym należący do typu widmowego K, o wielkości gwiazdowej 5m. Gwiazda ma towarzysza, w odległości 98,3″ od niej na niebie znajduje się słabsza gwiazda o obserwowanej wielkości gwiazdowej 8,8m.